# وحیده پرچین
واحده پرچین یا واحده گوردوم (به ترکی استانبولی: Vahide Perçin) بازیگر سینما، تئاتر و تلویزیون اهل ترکیه است. او جایزهٔ بهترین بازیگر زن ترکیه‌ای را برای بازی در فیلم عشق اول از آنِ خود کرد. او همچنین بازیگر نقش میان‌سالیِ خرم سلطان در سریال حریم سلطان بوده‌است.
وی پس از ازدواج، نام خانوادگی خود را به گوردوم (نام همسرش) تغییر داد. اما پس از جدایی، دوباره نام خانوادگی پرچین را برای خود برگزید.

## شوهر وحیده پرچین
وحیده پرچین، بازیگر محبوب ترکیه‌ای، در گذشته با آلتان گوردوم ازدواج کرده بود. این زوج مدتی را با هم زندگی کردند و سپس از یکدیگر جدا شدند. وحیده پرچین (Vahide Perçin)، بازیگر معروف ترکیه‌ای، قبلاً با التوغ لبیب (Altan Gördüm)، بازیگر و کارگردان ترک، ازدواج کرده بود. این دو در سال ۱۹۹۱ ازدواج کردند و یک دختر به نام آلیز گوردوم (Alize Gördüm) دارند. با این حال، آن‌ها در سال ۲۰۱۳ از یکدیگر جدا شدند. التان گوردوم (Altan Gördüm) در تاریخ ۱ دسامبر ۱۹۵۸ در شهر آدانا، ترکیه به دنیا آمد. او در زمینه تئاتر و تلویزیون فعالیت زیادی داشته و به‌خاطر نقش‌های متعدد در سریال‌های تلویزیونی و فیلم‌های سینمایی ترکیه شهرت یافته است. گوردوم فارغ‌التحصیل رشته هنرهای زیبا از دانشگاه حاجت تپه است و سابقه تدریس در زمینه بازیگری و تئاتر را نیز دارد.

## سریال
- حریم سلطان
- اسمش را فریحا گذاشتم
- روزگارانی در چوکوروا